# Operclipygus angustisternus
Operclipygus angustisternus är en skalbaggsart som först beskrevs av Wenzel 1944.  Operclipygus angustisternus ingår i släktet Operclipygus och familjen stumpbaggar. Inga underarter finns listade i Catalogue of Life.